# بطولة محمد بن راشد الدولية لكرة القدم
بطولة محمد بن راشد الدولية لكرة القدم أو كأس دبي هي بطولة ودية تقام في الإمارات في مدينة دبي وتلعب فيها فرق عالمية مشهورة تقام سنويا بدأ من عام 2007.

## ملخص
| السنة       | البطل        | النتيجة            | الوصيف      | الملعب                  |
| ----------- | ------------ | ------------------ | ----------- | ----------------------- |
| 2008 تفاصيل | إنترناسيونال | 2 - 1              | إنتر ميلان  | مدينة دبي الرياضية، دبي |
| 2007 تفاصيل | نادي بنفيكا  | 0 - 0 (5 - 4 ض.ت.) | نادي لاتسيو | مدينة دبي الرياضية، دبي |